# مگارا (شهر)
شهر مگارا در استان آتیک در کشور یونان واقع شده‌است و دارای ۲۴٬۵۷۲  نفر جمعیت می‌باشد.